# Mercadinhos São Luiz
Mercadinhos São Luiz é uma das maiores cadeias de supermercados do estado do Ceará, contado com 17 lojas (14 em Fortaleza, uma em Eusébio e uma no Crato e Juazeiro do Norte) e mais 1.600 funcionários.

## História
Fundado no ano de 1926, pelo empresário, Luiz Melo, na época intitulado de Casa São Luiz, logo com a morte de Luiz Melo, seu filho João Batista herda o negócio de seu pai em 1967. Com isso no início da década de 70, inaugurou a primeira filial dos Mercadinhos São Luiz, Av. Santos Dumont, em Fortaleza. Em agosto de 2012, o Mercado faz parte da Rede Brasil de Supermercados, e em 2013 investiu mais de 3 milhões de reais na ampliação do Mercadinho São Luiz.
Em 10 de novembro de 2014, o mercado chegou ao Shopping RioMar, com aproximadamente com 1.000 m2 e com 120 funcionários.
Em setembro de 2016, inaugurou o Mercadão São Luiz no Shopping RioMar Kennedy.

## Filiais
Fortaleza
1. Aldeota
2. Cambeba
3. Cidade dos Funcionários
4. Cocó
5. Dionísio Torres
6. Dunas
7. Joaquim Távora
8. Papicu
9. Praia de Iracema
10. Pátio Água Fria
11. Shopping Benfica
12. RioMar Fortaleza
13. RioMar Kennedy
14. Shopping Del Paseo

Eusébio
1. Cararu

Crato
1. São Miguel

Juazeiro do Norte
1. Cariri Shopping